# بین ویدان (استان سکیکده)
بین ویدان (استان سکیکده) (به عربی: بین الویدان) یک شهرداری در الجزایر است که در استان سکیکده واقع شده‌است.